# Phoebe Regio
Phoebe Regio is een regio op de planeet Venus. Phoebe Regio werd in 1982 genoemd naar Phoibe, een titaan uit de Griekse mythologie.
De regio heeft een diameter van 2852 kilometer en bevindt zich in het gelijknamige quadrangle Phoebe Regio (V-41). Phoebe Regio is een hoogvlakte, met piekhoogten van 1,5 tot 2 kilometer en wordt bedekt door tessera-terrein. Twee grote breukzones komen voor in de zuidelijke regio en eindigen op ongeveer 20 tot 25 graden zuiderbreedte, ongeveer 2000 kilometer van elkaar.
Tussen de twee hoogvlaktes Asteria Regio en Phoebe Regio liggen complexe kloven richting noordoosten-noordwesten, geproduceerd toen de korst van Venus uit elkaar werd getrokken door extensionele krachten. Sommige ervan zijn gevuld met jongere lavastromen. De ravijnen zijn 5 tot 10 kilometer breed, 50 tot 100 kilometer lang en omrand door breuklijnen van ongeveer honderd meter hoog.
Vier Sovjetlanders, Venera 11, Venera 12, Venera 13 en Venera 14, landden in de jaren 1970 aan de oostkant van Phoebe Regio waar ze verschillende wetenschappelijke metingen uitvoerden.